# Milton on Stour
Milton on Stour – wieś w Anglii, w Dorset. Leży 2 km od miasta Gillingham, 39,9 km od miasta Dorchester i 161,7 km od Londynu. Milton on Stour jest wspomniana w Domesday Book (1086) jako Miltetone/Mideltone.